# Lutzomyia paraensis
Lutzomyia paraensis är en tvåvingeart som först beskrevs av Costa Lima A. 1941.  Lutzomyia paraensis ingår i släktet Lutzomyia och familjen fjärilsmyggor. Inga underarter finns listade i Catalogue of Life.